# هولوفراسیس
هولوفراسیس (انگلیسی: Holophrasis)، در اکتساب زبان، هولوفراسیس استفاده از یک کلمه برای بیان چندین منظور است.

## کودکان نوپا
کودکان نوپا در اوایل زندگی از مرحله holophrastic عبور می‌کنند، که در طی آن می‌توانند ایده‌های پیچیده را تنها با استفاده از کلمات منفرد و عبارات ثابت ساده منتقل کنند. به عنوان مثال، کلمه «غذا» ممکن است به معنای «به من غذا بدهید» و کلمه «بالا» می‌تواند «مرا بردارید» را بیان کند.
ترکیب با زبان بدن، زمینه و لحن صدا، هولوفراسیس معمولاً برای بیان نیازهای کودک کافی است.
یکی از ویژگی‌های جالب هولوفراسیس، صرفه‌جویی و تأکید آن بر قطعیت به جای کامل بودن مفهومی است. هنگام بیان یک ایده پیچیده، کودک اغلب مفاهیم آشناتر را حذف می‌کند و فقط از آخرین کلمه ای که اخیراً یادگرفته است استفاده می‌کند. به عنوان مثال، هنگام درخواست توپ، یک کودک به احتمال زیاد «توپ» را مشخص می‌کند تا «خواستن».
اگرچه holophrasis غیر دستوری است، اما اساس واژگان کودک را تشکیل می‌دهد.

## زبان‌شناسی
در زبان‌شناسی، هولوفراسیس استفاده از یک کلمه واحد برای تشکیل یک جمله کامل، به ویژه در زبان‌های چند ترکیبی است. همچنین می‌تواند جمله ای باشد که از یک کلمه تشکیل شده‌است، به عنوان مثال Pada. «باران می‌بارد» یا انگلیسی «متشکرم».